# Sitticus cellulanus
Sitticus cellulanus är en spindelart som beskrevs av Galiano 1989. Sitticus cellulanus ingår i släktet Sitticus och familjen hoppspindlar. Inga underarter finns listade i Catalogue of Life.